# Henderson Forsythe
Henderson Forsythe (Macon, 11 settembre 1911 – Williamsburg, 17 aprile 2006) è stato un attore statunitense.

## Biografia
Recitò in numerosi musical e opere di prosa a Broadway, tra cui la produzione originale di Chi ha paura di Virginia Woolf?, Non io e il musical The Best Little Whorehouse in Texas, per cui vinse il Tony Award al miglior attore non protagonista in un musical nel 1979.

## Filmografia parziale

### Cinema
- La morte dietro la porta (Deathdream anche noto come Dead of Night), regia di Bob Clark (1974)
- Il magnate greco (The Greek Tycoon), regia di J. Lee Thompson (1978)
- Interiors, regia di Woody Allen (1978)
- Silkwood, regia di Mike Nichols (1983)
- Fine della linea (End of the Line), regia di Jay Russell (1987)
- Uno strano caso (Chances Are), regia di Emile Ardolino (1989)
- Species II, regia di Peter Medak (1998)

### Televisione
- The Alcoa Hour – serie TV, episodio 2x08 (1957)
- Mr. Broadway – serie TV, episodio 1x04 (1964)
- Assistente sociale (East Side/West Side) – serie TV, episodi 1x22-1x23-1x26 (1964)
- Così gira il mondo (As the World Turns) – soap opera, 173 episodi (1960-1990)

## Doppiatori italiani
Nelle versioni in italiano delle opere in cui ha recitato, Henderson Forsythe è stato doppiato da:
- Gianni Marzocchi in Silkwood
- Renato Mori in Uno strano caso